# Call of Duty: Black Ops IIII
Call of Duty: Black Ops 4, stilizzato come Call of Duty: Black Ops IIII, è un videogioco sparatutto in prima persona, sviluppato da Treyarch per le piattaforme PlayStation 4 e Xbox One e da Beenox per PC. Ufficializzato l'8 marzo 2018 e pubblicato da Activision il 12 ottobre 2018, il gioco è il quindicesimo capitolo della serie Call of Duty e quinto   capitolo della saga Black Ops dopo l'ultimo Call of Duty: Black Ops III del 2015. In Call of Duty: Black Ops IIII non è presente una campagna in giocatore singolo.

## Modalità di gioco
Il gioco si basa principalmente sul Multigiocatore, con modalità come Deathmatch, Zombie e “Battle Royale”. È comunque possibile effettuare partite offline in singolo giocatore, effettuando match contro bot guidati dall'IA (intelligenza artificiale).
Il gameplay di questo capitolo è stato rivoluzionato introducendo un sistema che consente di gestire e visionare la propria barra della vita: è rimossa la rigenerazione automatica della salute, che ora dovrà essere ripristinata manualmente tramite un gadget. Ritornano invece il sistema di gestione della classe a 10 slot e gli Specialisti, già introdotti in Call of Duty: Black Ops III.

### Specialisti
Gli specialisti sono i personaggi con cui si giocano le partite multiplayer. Nella versione base del gioco erano presenti 10 specialisti, 6 dei quali erano già stati introdotti in Call of Duty: Black Ops III, mentre gli altri sono completamente nuovi. Ogni specialista ha il proprio equipaggiamento e la propria arma speciale, il che li rende differenti non solo esteticamente. Entrambe queste armi si ricaricano man mano che si progredisce nella partita e si ottengono punti. Gli specialisti sono:
- Ajax, nome in codice di Kerk Rossow, è un soldato di nazionalità sudafricana equipaggiato con una granata stordente e uno scudo balistico attraverso cui può sparare.
- Battery, alias Erin Baker, è un soldato dell'esercito americano equipaggiata con una granata a grappolo e un lanciagranate.
- Crash, alias Jarrah Bazley, è un medico militare delle Forze di Difesa australiane equipaggiato con munizioni aggiuntive e un dispositivo attraverso cui può aumentare la vita dei propri alleati.
- Firebreak, alias Krystof Hejek, è un soldato di nazionalità ceca equipaggiato con un piccolo reattore nucleare portatile e un lanciafiamme.
- Nomad, alias Tavo Rojas, è un ex-membro del FUDRA, un reparto di pronto intervento dell'esercito colombiano. Il suo equipaggiamento consiste in mine a pressione e in un cane chiamato Juneau.
- Outrider, alias Alessandra Castillo, è una sentinella delle forze speciali brasiliane equipaggiata con arco e frecce esplosive e con un drone. È la seconda specialista ad essere introdotta dopo il rilascio del gioco, in occasione dell'operazione Colpo Perfetto. È utilizzabile dopo aver sbloccato il primo livello del mercato nero.
- Prophet, ossia David Wilkes, è un soldato britannico equipaggiato con una mina a ricerca e un'arma che spara proiettili elettrificati.
- Reaper, nome in codice dell'Experimental War Robot-115, è un robot creato dalla Coalescence Corporation.
- Recon, nome in codice di Katsumi Kimura, è un soldato delle Forze di autodifesa giapponesi equipaggiato con un dardo sensore e un binocolo. Due gadget grazie ai quali i nemici possono essere individuati attraverso gli ostacoli e i muri.
- Ruin, alias Donnie Walsh, è un mercenario americano equipaggiato con un rampino ed un'arma particolare che crea onde d'urto al suolo.
- Seraph, alias He Zhen-Zhen, è un mercenario Singaporiano. È figlia di un membro dei 54 immortali, un'organizzazione criminale fittizia nominata nella trama di Call of Duty: Black Ops III. È equipaggiata con un segnale tattico da cui i suoi alleati possono respawnare e con un revolver.
- Spectre è il terzo specialista ad essere introdotto dopo il rilascio del gioco, in occasione dell'operazione Ascesa di Spectre. Di lui non si hanno informazioni, non si conosce l'età, il sesso, la nazionalità o l'affiliazione. Ha una spada, con la quale può uccidere silenziosamente, e una granata fumogena.
- Torque, alias Kieran Mackay, è un soldato scozzese equipaggiato con un filo spinato e una barricata.
- Zero, alias Leni Vogel, è una hacker tedesca equipaggiata con una granata EMP e un dispositivo chiamato icepick grazie al quale prende il controllo o distrugge i dispositivi nemici. È stata rilasciata con l'operazione Absolute Zero, ed è disponibile per qualsiasi versione del gioco sbloccando il primo livello del mercato nero.

### Mappe
Alcune delle mappe presenti nella versione base del gioco sono già comparse nei precedenti Call of Duty di casa Treyarch, come Jungle o Firing Range, altre invece come Nuketown, hanno subito rimodellamenti, rendendole differenti ma ancora riconoscibili.

### Modalità di gioco
Come tutti i Call of Duty, le modalità di gioco si dividono in due categorie: quella classica, con l'HUD e la barra della vita completa, e quella veterano, senza HUD e con una vita ridotta. Le modalità di gioco comprendono:
- Deathmatch a squadre, e la sua variante veterano.
- Tutti contro tutti, e la sua variante veterano.
- Cerca e distruggi, e la sua variante veterano.
- Dominio, e la sua variante veterano.
- Postazione.
- Uccisione confermata, e la sua variante veterano.
- Gioco delle armi.
- Salvaguardia.
- Controllo.
- Furto.
- Un colpo in canna.
- Età della pietra.
- Accumulo.
- Modalità miste (definite moshpit). Si tratta di partite in cui si alternano alcune modalità di gioco: ad esempio in moshpit mercenario si alternano partite di deathmatch a squadre con quelle di uccisione confermata.
- Modalità speciali, aggiunte e rimosse periodicamente, che consistono in modalità classiche ma con punteggi modificati: ad esempio un classico deathmatch a squadre termina dopo aver ottenuto 75 Punti (corrispondenti a 75 uccisioni), mentre un deathmatch speciale può terminare dopo 90, 100 oppure 125 punti.
- Modalità particolari, che consistono in grandi classici della saga, riproposti in chiave moderna. Tra questi troviamo: caccia agli oggetti e cattura la bandiera.

### Lega
Nelle partite giocate in questa modalità ogni azione pesa sul risultato finale: la classificazione. Ci si può classificare esclusivamente dopo 5 partite in una delle seguenti categorie:
1. Aspirante, che comprende il 50% dei giocatori.
2. Avanzato, che ne comprende il 20%.
3. Esperto, che comprende il 15% dei giocatori.
4. Elite, che ne comprende il 13%.
5. Maestro, che ne comprende il restante 2%.

Le regole impongono esclusivamente partite:
- 5 vs 5;
- Con gruppi che comprendono massimo 5 persone;
- Con regole specifiche di durata dei round, di quantità di round da vincere, di durata di ricarica dei gadget e delle armi degli specialisti;
- Con limitazioni alla creazione delle classi;
- Cerca e distruggi (in Arsenal, Frequency, Gridlock, Hacienda e Payload);
- Postazione (in Arsenal, Frequency, Gridlock, Hacienda e Seaside);
- Controllo (in Arsenal, Frequency, Gridlock e Seaside).

### Blackout
Blackout è la modalità battle royale sviluppata da Treyarch. La modalità include la mappa più grande presente in un titolo Call of Duty. Essa contiene i luoghi più iconici della saga Black Ops come la mappa multiplayer Hijacked, Nuketown o Firing Range o ancora le mappe zombi Verrukt, Tranzit e Call of the dead.
I giocatori competono l'uno contro l'altro impersonando figure provenienti da tutta la saga di Black Ops, come Alex Mason, Viktor Reznov, Raul Menendez, Frank Woods, Jason Hudson ma anche Edward Richtofen, Tank Dempsey, Nikolai Belinski e Takeo Masaki e tanti altri. I nemici zombi, controllati dall'IA, si riproducono in luoghi a tema zombi e, dopo essere stati uccisi, rilasciano oggetti speciali come la pistola a raggi o le scimmiette esplosive.
In Blackout fino a 100 giocatori, che possono scegliere di giocare da soli, in coppie o a squadre di 4, si lanciano nella mappa da alcuni elicotteri. L'obiettivo è cercare il necessario per sopravvivere fin quando uno solo (o una squadra) rimane in gioco, il tutto mentre l'area di gioco si restringe gradualmente. Oltre alle normali armi, i giocatori possono equipaggiare kit medici, armature, munizioni e consumabili.

#### Modalità
Le modalità con cui si può giocare a questa battle royale sono:
- Giocatore singolo.
- Coppie.
- Quartetti.
- Alcatraz: Modalità composta da 50 giocatori (invece di 100) ambientata sull'isola di Alcatraz, con la presenza della mappa di Mob Of The Dead (mappa DLC di Call of Duty: Black Ops II). In questa mappa è presente il Respawn, tranne all'ultima fase (cioè l'ultima "Safe-Zone"). Oltre ai nemici controllati da persone reali, ci sono anche Zombi, controllati da IA. Non conta tra le vittorie in singolo, coppie o quartetti ma come vittoria in modalità a tempo Limitato.
- Modalità speciali, aggiunte e rimosse periodicamente come accade per il multiplayer. Ad esempio, ne è esistita una in cui si potevano trovare solo fucili da cecchino o coltelli Bowie.

### Zombi
Gli sviluppatori hanno deciso di dividere la trama zombi in due sottotrame, a quanto pare intrecciate tra loro. La sottotrama introdotta in questo Call of Duty, definita Storia Caos, racconterà le vicissitudini di nuovi personaggi in nuove ambientazioni. La storica avventura iniziata con Call of Duty: World at War, sarà invece chiamata Storia Etere e racconterà di Edward Richtofen, Tank Dempsey, Nikolai Belinski e Takeo Masaki.

#### Storia Caos
Il 20 marzo 1912 il cacciatore di tesori Alistair Rhodes ospita una festa nella sua villa in Inghilterra, dove vengono invitati molti dei suoi conoscenti. Tuttavia, l'Ordine del Caos, un antico culto che ha seguito Alistair per un po' di tempo, lo rapisce controllando mentalmente il suo maggiordomo, Godfrey. Successivamente, usando un misterioso dispositivo chiamato Artefatto Sentinella, l'Ordine rilascia una sostanza chiamata Materia Prima, che trasforma tutti gli ospiti della dimora in zombi, risparmiando solo Godfrey e altri tre ospiti: il cowboy dello spettacolo teatrale Gideon Jones, la cartomante Christina Fowler e il generale di brigata Jonathan Warwick. I quattro si raggruppano per combattere contro le forze combinate di non-morti, licantropi e vampiri che vagano per la villa. Dopo aver completato con successo tutte le prove, i quattro pongono fine all'ondata di non morti, ma Godfrey, ancora sotto l'influenza dell'Ordine, uccide gli altri tre e incendia la magione. Egli viene successivamente ucciso dalla figlia di Alistair, Scarlett Rhodes, che poi dà la caccia ai rapitori di suo padre. Purtroppo non riesce a salvare Alistair, ma trova una lettera che le suggerisce di cercare tre dei suoi collaboratori più fidati: l'ex soldato della legione straniera francese Bruno Delacroix, la spia messicana Diego Necalli e il chimico britannico Stanton Shaw.
Dopo aver reclutato i tre amici di Alistair, Scarlett si imbarca sull'RMS Titanic con loro alla ricerca dell'Artefatto Sentinella, che viene tenuto rinchiuso in una cassaforte della nave. Lo acquisiscono con successo, ma poi incontrano un Alto Sacerdote del Caos che attiva l'artefatto, trasformando ogni membro dell'equipaggio e passeggero in zombi. Proprio a causa di ciò, la nave si schianta con un iceberg, mentre i quattro lavorano insieme per recuperare l'artefatto e ripristinare la situazione. Agendo in tal modo, attivano una prova antica che li testa con vari enigmi e compiti. Una volta completata la prova, l'effetto della Materia Prima viene invertito e tutti i passeggeri del Titanic vengono riportati al loro stato umano. L'equipaggio scopre l'apparizione di un passaggio, ma prima che possano interagire con esso, sono costretti a fuggire mentre la nave affonda. Successivamente Shaw indirizza il gruppo verso la loro prossima destinazione, Delfi, in Grecia, per trovare risposte.
A Scarlett e agli altri vengono date indicazioni dall'Oracolo di Delfi di andare in un'antica grotta, dove, dopo aver inalato un misterioso vapore, sono apparentemente riportati indietro nel tempo in un'arena. Qui l'Alto Sacerdote del Caos usa l'Artefatto Sentinella per trasformare gli schiavi in zombi e metterli contro gladiatori per divertimento. L'equipaggio è costretto a combattere per la sopravvivenza, mentre completano le sfide dei quattro Dei: Danu, Ra, Zeus e Odino. Al termine delle prove, affrontano una forza combinata di guerrieri non-morti ed emergono vittoriosi. Tuttavia, la loro richiesta di clemenza viene ignorata dall'Alto Sacerdote e tutti e quattro vengono giustiziati con la decapitazione.

#### Storia Etere
Dopo innumerevoli cicli in cui Richtofen,Dempsey,Takeo e Nikolai hanno ricompiuto le stesse azioni fino alla sconfitta dell'Uomo Ombra,un avvenimento modifica tutto:nella dimensione purgatorio di Alcatraz dove i 4 mobster sono costretti a ripetere all'infinito le azioni che hanno portato alla loro morte,Albert "Weasel" Arlington riesce a prevalere contro gli altri tre prigionieri Sal,Billy e Finn.A causa di ciò il ciclo creato dal Dottor Monty viene spezzato e gli eventi,fino ad allora già delineati,cominciano a cambiare a seguito della missione volta a recuperare l'anima di Takeo.La squadra Primis (composta da Edward Richtofen, "Tank" Dempsey, Takeo Masaki e Nikolai Belinski),una volta giunta all'isola di Alcatraz, dove Richtofen ha in programma di acquistare fiale di sangue, oggetti che ritiene necessari per la sua "polizza assicurativa", per proteggere i suoi compagni,incontra una versione passata Richtofen,il quale chiede con veemenza che il suo alias rillegga il libro definito "Kronorium", scoprendo che il contenuto dello stesso è cambiato rispetto agli eventi di Shadows of Evil, e che il suo stesso sangue è ora richiesto dal Guardiano della prigione, che lavora per l'antica razza Apothicon tramite l'Uomo Ombra. Cercando di sopravvivere all'ira del Guardiano della prigione, la squadra Primis viene a sapere che questo intende usare il sangue di Richtofen per alimentare una macchina speciale chiamata Meccanismo Oscuro. Questa macchina libererebbe una quantità enorme di energia eterea accumulata, come conseguenza dei continui viaggi interdimensionali di Richtofen. Dopo aver guadagnato la fiducia di uno spirito che rappresenta Albert Arlington, un prigioniero di Alcatraz morto molti anni prima nella stessa dimensione, Primis si cimenta in uno scontro finale contro il Guardiano e le sue orde di zombi, aiutato da Arlington e altri spiriti di Alcatraz. Richtofen alla fine entra nel Meccanismo Oscuro e si lascia volentieri estrarre il sangue, sperando in una possibilità di sconfiggere il Custode. A questo punto viene risvegliato un altro Richtofen, che ha vissuto un ciclo precedente degli eventi, e si è tenuto congelato criogenicamente sotto Alcatraz per anni. Con l'aiuto del Richtofen del vecchio ciclo, il Custode viene infine sconfitto e tutte le anime di Alcatraz vengono liberate dal loro tormento. Avendo rotto il ciclo, Richtofen del vecchio ciclo convince gli altri Primis a perseguire l'onnipotente dottor Monty, mentre lascia che il Richtofen del nuovo ciclo muoia mentre il suo sangue viene svuotato.
Tornando nella timeline originale, seguendo le avventure di Pimis a Shangri-La, la troupe Ultimis (incarnazione di Primis, in cui i componenti sono più giovani) tenta di teletrasportarsi sulla Luna, ma un colpo di 31-79 jgb215 da parte di Dempsey sovraccarica il teletrasporto e il gruppo finisce nel Pentagono nel 1963 (Five). Nel frattempo presso la struttura dell'Ascensione in Russia (Ascension), lo scienziato Yuri Zavoyski inganna il suo collega Gersh e attiva il dispositivo a buco nero, seguendo gli ordini di una Samantha Maxis corrotta. Il dispositivo, quindi, risucchia il collega all'interno. Yuri, seguendo un altro ordine di Samantha, usa il dispositivo per viaggiare verso il Pentagono e scatenare un'orda di zombi contro gli Ultimis,i quali dopo non poche difficoltà,riescono nel loro intento di teletrasportarsi verso la stazione grifone sul territorio lunare. A insaputa di questi, una loro versione futura, in seguito alla distruzione della Terra nel 2025 (Easter egg di Moon), viaggia verso il lago Groom (la parte iniziale di Moon, sulla Terra) mesi prima. Richtofen, il cui corpo fu occupato dall'anima di Samantha, entrò in uno stato comatoso,dopo che l'anima della bambina gli fu strappata per mano di Maxis nel finale di Buried; tuttavia, fu rianimato quando un Richtofen zombificato arrivò qualche tempo più tardi e interagì con il suo sé comatoso, trasferendo la sua coscienza nel nuovo corpo. Mentre Ultimis rimane intrappolato al lago Groom, arriva Primis e li convincono a partire insieme in preparazione alla "grande guerra".
La successiva tappa del neo-gruppo formato da Primis e Ultimis è Camp Edward,struttura sperimentale dell'organizzazione statunitense Broken Arrow ormai abbandonata,località dove Nikolai individua il frammento elementale,oggetto vitale per continuare la missione.Riusciti a riattivare l'intelligenza artificiale "Rushmore" e seguendo le sue direttive,il gruppo riesce ad aprire l'APD(American Pyramid Device),la quale celava l'essere elettrico "Avogadro",il quale viene rivelato essere Cornelius Pernell,direttore di Broken Arrow corrotto dall'elemento 115.
Dopo essere riusciti a sconfiggere Avogadro e sigillarlo all'interno dell'APD,Rushmore consegna al gruppo il frammento elementale a lungo cercato,ma non tutto va per il verso giusto:Maxis,nella casa di Agartha,avverte Primis e Ultimis che il Dr.Monty ha compreso il piano dei protagonisti di spezzare il ciclo e,non appena il dottore teletrasporto Samantha ed Eddy a Camp Edward,viene ucciso dallo stesso Monty;la giovane Maxis,adirata mentre osservava il padre morire,afferma che anche lei ed Eddy parteciperanno alla grande guerra.
Nikolai,ottenuto il frammento elementale,rivela che per sconfiggere il Dr.Monty è necessario il Dispositivo Agarthiano,oggetto che avrebbe avverato il desiderio maggiormente augurato dal possessore e composto da tre parti:il sigillo del dualismo,il frammento elementale ed il sangue Apothicon.
Sapendo che sia il sigillo che il sangue si trovano in una base siberiana del gruppo 935,il gruppo decide di avanzare col piano,ma non personalmente:difatti nelle camere criogeniche di Alcatraz,la crew dei Victis viene risvegliata:i 4,dopo aver attivato le guglie in America(Tranzit),in Asia(Die Rise)ed in Africa(Buried)ascoltando la voce di Maxis,sono stati traditi da quest'ultimo e prima di soccombere al loro destino,inaspettatamente vengono salvati da un Richtofen proveniente da un'altra dimensione,il quale aveva sentito dei sussurri provenienti da Stullingher.
I 4,dopo aver compiuto numerose missioni per conto di Richtofen,si sottopongono ad un sonno criogenico nel laboratorio del dottore ad Alcatraz(non prima di aver "donato" il loro sangue come polizza di assicurazione per il tedesco).
Risvegliati dalle camere,Nikolai apre loro un portale verso la base siberiana e gli incarica di costruire il dispositivo e di inviarlo poi verso il resto del gruppo;durante la loro visita,i Victis si ritrovano a collaborare con un eremita abitante all'ultimo piano del faro,il quale aiuterà i nostri eroi a costruire il dispositivo mentre egli stesso,rivelandosi Pablo Marinus(una vecchia cavia di Richtofen Ultimis creduta morta che si era trovata bloccata per innumerevole tempo nella base siberiana),riesce ad utilizzare un portale creatosi per raggiungere i Primis nella Grande Guerra.
A questo punto i Victis riescono con successo a completare la missione,inviando a Nikolai il dispositivo,speranzosi di riuscire a tornare alla loro vita;il russo,invece,aveva ingannato tutti i suoi compagni dal principio:il vino che egli aveva offerto a Takeo,Dempsey,Richtofen e alla sua controparte Ultimis era avvelenato e spiega che le loro anime sono indissolubilmente con l'etere e per distruggere quest'ultimo e tutte le sue conseguenze,la loro morte è necessaria.Dopo aver distrutto la chiave dell'evocazione con il Dispositivo Agarthiano,Nikolai chiede a Samantha di ucciderlo e a seguito di ciò,la bambina,mano a mano con Eddy,si incammina verso un lungo tunnel oscuro dalla cui fine però,sprigiona una luce fortissima.

### Mappe

#### IX
9 in numeri romani, è una mappa ambientata in un'arena in Egitto, durante l'epoca romana appunto. L'easter egg musicale della mappa consiste in una canzone del gruppo Avenged Sevenfold dal titolo Mad hatter.

#### Viaggio disperato
Nella versione in lingua inglese Voyage of Despair, è una mappa ambientata nel RMS Titanic, il giorno del disastro del famoso transatlantico britannico. L'easter egg musicale consiste in una canzone di Jack Wall e Kevin Sherwood dal titolo Drowning.

#### Sangue dei morti
Nella versione in lingua inglese Blood of the Dead è un reboot di Mob of the Dead, già presente in Call of Duty: Black Ops II. È una mappa ambientata sull'isola di Alcatraz, che comprende nuove aree, esterne alla prigione, come l'ufficio e la residenza del custode. L'easter egg musicale consiste in una versione modificata della canzone Where are we going? già easter egg musicale della mappa Mob of the Dead. Entrambe le canzoni sono cantate da Malukah.

#### Top secret
Nella versione in lingua inglese Classified. Reboot di Five, già presentata in Call of Duty: Black Ops, è una mappa ambientata al Pentagono. Essa è disponibile dal lancio del gioco come mappa bonus all'interno del Black Ops Pass (il season pass obbligatorio per scaricare i DLC). L'easter egg musicale è una canzone di Jack Wall e Kevin Sherwood intitolata Classified.

#### Notte dei non-morti
Nella versione in lingua inglese Dead of the Night, è una mappa ambientata nella villa di Alistair Rhodes in Inghilterra. Essa è disponibile come contenuto aggiuntivo del primo DLC per i possessori del Black Ops Pass. L'easter egg musicale consiste in una canzone di Elena Siegman intitolata Mystery.

#### Male antico
Nella versione in lingua inglese Ancient Evil, è una mappa ambientata a Delfi. Essa è disponibile come contenuto aggiuntivo del secondo DLC per i possessori del Black Ops Pass. L'easter egg musicale consiste in una canzone di Malukah e Kevin Sherwood intitolata Stormbound.

#### Alpha Omega
È una mappa ambientata negli USA, in una struttura governativa segreta denominata Broken Arrow. Essa è disponibile come contenuto aggiuntivo del terzo DLC per i possessori del Black Ops Pass. L'easter egg musicale consiste in una canzone di Clark S. Nova intitolata I Am The Well.

### Modalità zombie
Anche la modalità zombi ha molteplici modalità di gioco, tra cui:
- Partita pubblica, in cui l'utente gioca con una o più persone (fino a 3) associate casualmente dal matchmaking, alle mappe sopra menzionate.
- Partita classica, in cui l'utente gioca da solo o una o più persone (fino a 3) dalla propria lista amici.
- Assalto, in cui ogni giocatore gareggia unicamente per fare punti (uccidendo zombi, riparando barricate, ecc).
- Gauntlet, in cui la squadra o il giocatore singolo superano i round seguendo regole specifiche per ogni round.
- Tutorial.

## QG specialisti
"Quartier Generale Specialisti" è la modalità tutorial del gioco e, in quanto tale, è l'unica modalità in giocatore singolo. Essa presenta e guida il giocatore attraverso le modalità di gioco del multiplayer nonché gli specialisti. Terminata una presentazione, un breve video prosegue la trama di Call of Duty: Black Ops III.

## Mercato nero
Il mercato nero è un sistema di livelli, pensato per ottenere ricompense estetiche. I livelli del mercato nero avanzano man mano che il tempo di gioco aumenta e/o tramite microtransazioni. I livelli del mercato nero si azzerano dopo qualche tempo in seguito all'aggiunta di nuove operazioni. Le operazioni finora presentate sono:
- Primo Attacco
- Absolute zero
- Colpo perfetto
- Ascesa di Spectre
- Apocalypse Z
- Apocalypse Z parte 2

## Cast
| Specialisti |                              |                               |
| Personaggio | Doppiatore in lingua inglese | Doppiatore in lingua italiana |
| Ajax        | Edwin Modlin II              | Mattia Bressan                |
| Battery     | Morla Gorrondona             | Stefania Patruno              |
| Crash       | Mark Coles Smith             | Walter Rivetti                |
| Firebreak   | Adam Gifford                 | Silvio Pandolfi               |
| Nomad       | David Cooley                 | Andrea Bolognini              |
| Prophet     | Dwane Walcott                | Francesco Mei                 |
| Recon       | Taisuke Tsuji                | Luca Ghignone                 |
| Ruin        | Christian Rummel             | Alessandro Germano            |
| Seraph      | Judy Alice Lee               | Greta Bortolotti              |
| Torque      | Matthew Waterson             | Andrea Failla                 |
| Zero        | Stephanie Lemelin            | Stefania Rusconi              |
| Outrider    | Loreni Delgado               | Katia Sorrentino              |
| Spectre     | Roger Garcia                 | Matteo Zanotti                |

| Blackout       |                              |                               |
| Personaggio    | Doppiatore in lingua inglese | Doppiatore in lingua italiana |
| Alex Mason     | Sam Worthington              | Matteo Brusamonti             |
| Frank Woods    | James Burns                  | Oliviero Corbetta             |
| Raul Menendez  | Kamar de los Reyes           | Marco Morellini               |
| Viktor Reznov  | Piotr Michael                | Claudio Moneta                |
| Hudson         | Edward Bosco                 | Ruggero Andreozzi             |
| Grigori Weaver | Gene Farber                  | ?                             |
| Uomo ombra     | M. Shadows                   | Domenico Brioschi             |
| Reaper         | Keith Silverstein            | Gianandrea Muià               |

| Storia Chaos             |                              |                               |
| Personaggio              | Doppiatore in lingua inglese | Doppiatore in lingua italiana |
| Scarlett Rhodes          | Courtenay Taylor             | Francesca Perilli             |
| Diego Necalli            | Christian Lanz               | Francesco Mei                 |
| Stanton Shaw             | Nick Boraine                 | Antonello Governale           |
| Bruno Delacroix          | Andrew Morgado               | Diego Baldoin                 |
| Alto Sacerdote del Chaos | Fred Tatasciore              | Pietro Ubaldi                 |
| Godfrey                  | Charles Dance                | Antonio Paiola                |
| Christina Fowler         | Helena Bonham Carter         | Marisa Della Pasqua           |
| Gideon James             | Kiefer Sutherland            | Gianluca Iacono               |
| Jonathan Warwick         | Brian Blessed                | Marco Balbi                   |
| Alistair Rhodes          | Charles Dennis               | Giovanni Battezzato           |

| Storia Etere     |                              |                               |
| Personaggio      | Doppiatore in lingua inglese | Doppiatore in lingua italiana |
| Edward Richtofen | Nolan North                  | Leonardo Gajo                 |
| Tank Dempsey     | Steve Blum                   | Alessandro Zurla              |
| Warden           | Nolan North                  | Dario Agrillo                 |
| Nikolai Belinski | Fred Tatasciore              | Gualtiero Scola               |
| Takeo Masaki     | Tom Kane                     | Stefano Albertini             |

## Marketing

### Annuncio
Il 6 febbraio 2018 Eurogamer indica il nuovo titolo della Treyarch come probabile capitolo della serie Black Ops, diventando quindi il sequel di Call of Duty: Black Ops III.
Ulteriori indizi vennero forniti quando, il 7 marzo 2018 il giocatore dell'NBA James Harden, prima della partita contro gli Oklahoma City Thunder del giorno stesso, si presentò allo stadio indossando un cappello con inciso un logo simile a quello dei capitoli precedenti della saga Black Ops.
Il giorno successivo, 8 marzo 2018, Activision annuncia ufficialmente il gioco rilasciando un breve video teaser e indicando il 17 maggio 2018 come data di presentazione mondiale.
L'11 luglio sono state annunciate le date per la beta multiplayer, disponibile durante il weekend tra il 3 e il 6 agosto 2018 per utenti PS4 e durante il weekend tra il 10 e il 13 agosto 2018 per tutte le piattaforme. 
Successivamente Activision ha rivelato anche la data di inizio della beta di Blackout, la quale sarà disponibile per utenti PS4 dal 10 settembre.

### Distribuzione
Call of Duty: Black Ops IIII è stato pubblicato il 12 ottobre 2018 per PlayStation 4, Xbox One e PC.
La versione Windows del gioco, invece, è stata sviluppata da Treyarch in collaborazione con Beenox e utilizza esclusivamente la piattaforma Battle.net della Blizzard, non venendo quindi rilasciata su Steam.